# Times Beach
Times Beach war eine US-amerikanische Kleinstadt mit zuletzt 2240 Einwohnern. Sie lag im St. Louis County (Missouri), 17 Meilen (27 km) südwestlich von St. Louis und 2 Meilen (3 km) östlich von Eureka (Missouri). Wegen eines Dioxin-Skandals wurde die Stadt in den 1980er Jahren evakuiert und abgerissen. Times Beach lag an der Route 66, heute befindet sich auf dem sanierten Gelände der Route 66 State Park.

## Geschichte der Stadt
Times Beach wurde 1925 im Überschwemmungsbereich des Meramec River gegründet. Seine Entstehung verdankte der Ort einer Werbeaktion der mittlerweile eingestellten Zeitung St. Louis Star-Times. Zum Preis von 67,50 Dollar erhielt man ein 20 mal 100 Fuß (6 mal 30 m) großes Grundstück sowie ein Halbjahresabonnement der Zeitung. Um ein Haus bauen zu können, waren zwei solcher Grundstücke notwendig.
In den Anfangsjahren entstanden in Times Beach vor allem Wochenendhäuser, die wegen der Hochwassergefahr größtenteils auf Stelzen errichtet wurden. Während der Großen Depression gingen einige Hausbesitzer dazu über, ganzjährig in diesen Häusern zu leben. Im Zweiten Weltkrieg war in den USA Benzin rationiert, so dass Wochenendhäuser auf dem Land schwer erreichbar und damit für ihre Eigner uninteressant wurden. Nach dem Krieg war Wohnraum knapp, in Times Beach siedelten sich nun vor allem Menschen mit niedrigem Einkommen an. Da man die Gefahr von Überschwemmungen mittlerweile als gering einschätzte, wurden Neubauten nicht mehr auf Stelzen gesetzt. In den 1970er Jahren wandelte sich die Einkommensstruktur des Ortes, als Angehörige der unteren Mittelschicht zuzogen.
Anfang der 1970er Jahre hatte Times Beach 1240 Einwohner. Dazu kamen zwei rasch wachsende Mobilheim-Plätze. Der zunehmende Verkehr wirbelte auf den unbefestigten Straßen in und um Times Beach viel Staub auf. Die Stadt konnte es sich zunächst nicht leisten, ihr 16 Meilen (27 km) umfassendes Straßennetz mit einem festen Belag zu versehen. Daher beauftragte sie den Entsorgungsunternehmer Russell Bliss, die Straßen mit Öl zu besprühen, um den Staub so zu binden. Bliss sprühte von 1972 bis 1976 Altöl auf die Straßen, später wurden sie asphaltiert.

## Hintergrund der Dioxin-Kontamination
Russell Bliss hatte einen Entsorgungsvertrag mit der Northeastern Pharmaceutical and Chemical Company (NEPACCO), die in Verona (Missouri) eine Anlage zur Herstellung des Desinfektionsmittels Hexachlorophen betrieb. Teile der Anlage waren während des Vietnam-Kriegs zur Herstellung von 2,4,5-Trichlorphenoxyessigsäure, einem Inhaltsstoff von Agent Orange, genutzt worden. In dem öligen Schlamm, der sich in den Reaktionsbehältern abgesetzt hatte, hatten sich auch Dioxine angereichert.
Bliss versprühte Ölabfälle in Pferdeställen und auf Rennbahnen, um das Aufwirbeln von Staub zu verhindern. Als im März 1971 62 Pferde eingingen, verdächtigten die Besitzer Bliss. Dieser versicherte, nur gebrauchtes Motorenöl verwendet zu haben. Tatsächlich hatte er aber die Produktionsrückstände der NEPACCO mit Altöl gemischt. Als in anderen Ställen ähnliche Probleme auftraten, begannen die Centers for Disease Control and Prevention mit Untersuchungen. Ende 1979 gestand ein Mitarbeiter von NEPACCO die Entsorgungspraxis seiner Firma ein. Die Regierung verklagte NEPACCO 1980.

## Evakuierung
In Times Beach erfuhr man am 10. November 1982, dass dort möglicherweise dioxinbelastetes Altöl ausgebracht worden war. Da die EPA zu diesem Zeitpunkt mit einer Vielzahl ähnlicher Dioxin-Verdachtsfälle beschäftigt war, kündigte sie eine Probenahme in etwa neun Monaten an. Die beunruhigten Einwohner sammelten Geld und beauftragten ein privates Labor mit Untersuchungen.
Am 2. Dezember 1982 traf eine Hochwasserwarnung ein, man begann die Bewohner tiefer gelegener Häuser zu evakuieren. Das private Untersuchungslabor und die mittlerweile auf den Ort aufmerksam gewordene EPA schlossen ihre Probenahmen am 4. Dezember ab. Am 5. Dezember 1982 stieg der Pegel des Meramec River 13 m über seinen Normalstand und überflutete Times Beach. Nachdem das Wasser abgelaufen war, kehrten die Bewohner zurück und begannen mit Aufräum- und Säuberungsarbeiten. Am 13. Dezember teilte das private Untersuchungslabor mit, dass es Dioxin nachgewiesen habe, aber noch keine Aussagen zur Höhe der Belastung machen könne. Auch die EPA konnte in den Bodenproben aus Times Beach Dioxine nachweisen, sie gab am 23. Dezember die Empfehlung an die Einwohner, die Stadt zu verlassen bzw. nicht dorthin zurückzukehren.
Am 23. Februar 1983 kündigte die EPA an, die gesamte Stadt für insgesamt 32 Millionen Dollar aufkaufen zu wollen. Die Mittel dazu stellte sie der Federal Emergency Management Agency (FEMA) zur Verfügung, die die Bewohner evakuieren sollte. Bis 1986 war die Evakuierung abgeschlossen, das gesamte Gelände ging in das Eigentum des Staates Missouri über.

## Sanierung
Zwischen März 1996 und Juni 1997 wurden etwa 265.000 Tonnen dioxinbelasteter Boden und Bauschutt aus Times Beach und weiteren Orten in Missouri in einer Verbrennungsanlage verbrannt. Die Anlage wurde in Times Beach von der Firma Syntex, der Muttergesellschaft der NEPACCO, gebaut und betrieben. Die Sanierung kostete insgesamt 200 Millionen US-Dollar. Nach Abschluss der Aktion wurde die Verbrennungsanlage abgerissen und das Gelände dem Staat Missouri übereignet.
Auf dem Gelände des Ortes wurde 1999 ein 1,7 km² großer Park eröffnet, der an die Route 66 und die Geschichte von Times Beach erinnert. Ein Gebäude der Stadt steht noch: es ist heute das Besucherzentrum des Parks. Ursprünglich war es eine Gastwirtschaft, später die lokale Niederlassung der EPA.
Times Beach und Love Canal waren die umfangreichsten Sanierungsfälle, die in den USA im Rahmen des 1980 erlassenen Comprehensive Environmental Response, Compensation, and Liability Act (CERCLA) saniert wurden. CERCLA war Grundlage des Superfund-Programms und wird daher umgangssprachlich oder in den Medien oft selbst als Superfund bezeichnet. Im Jahre 2001 ließ die EPA Times Beach von der Liste der Superfund-Standorte streichen.

## Bewertung
Teilweise wird heute angezweifelt, dass die Evakuierung von Times Beach notwendig war. Seveso in Italien sei durch das Sevesounglück noch stärker mit Dioxinen belastet worden als Times Beach, die Bewohner dort hätten aber nach der Dekontamination des Ortes zurückkehren können.
Die Einwohner von Times Beach wurden auf ihre Dioxin-Belastung hin untersucht, sie lag nicht über dem Durchschnitt der Bevölkerung. Auch die Häufigkeit von Krebs und Missbildungen bei Neugeborenen soll bei den Einwohnern von Times Beach nicht höher gewesen sein als anderswo.